# Критический реализм (литература)
Крити́ческий реализм — в марксистском литературоведении обозначение художественного метода, предшествующего социалистическому реализму. Рассматривается как литературное направление, сложившееся в капиталистическом обществе XIX века.
Принято считать, что критический реализм вскрывает обусловленность обстоятельств жизни человека и его психологии, установленной социальной средой (романы Оноре де Бальзака, Джордж Элиот). В советское время в обоснование критического реализма в России привлекали материалистическую эстетику В. Г. Белинского, Н. Г. Чернышевского, Н. А. Добролюбова.
Максим Горький признавал последнего великого представителя критического реализма в А. П. Чехове. С самого Горького, по официальным советским представлениям, начинался отсчёт нового художественного метода — социалистического реализма.